# Steven S. DeKnight

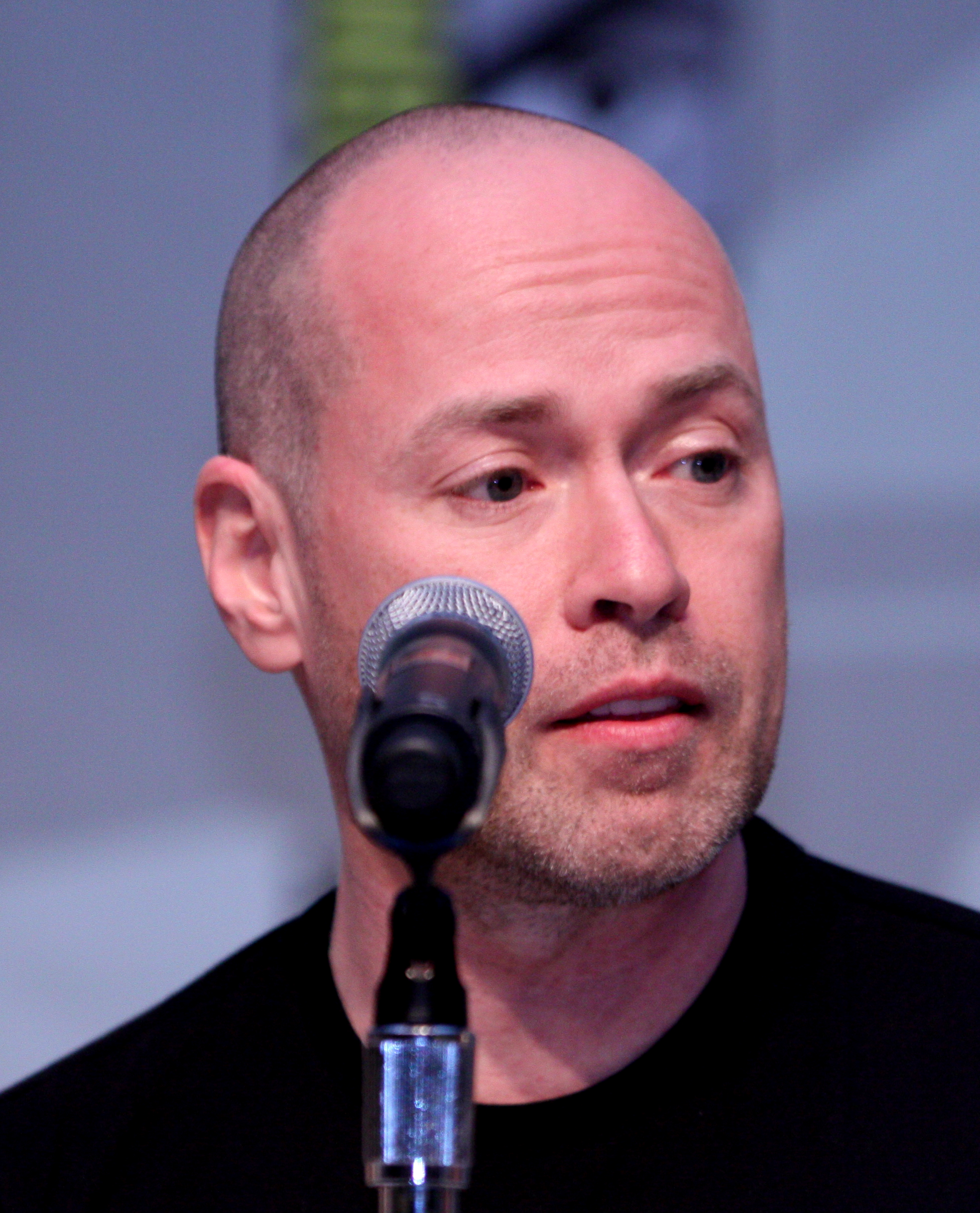
DeKnight op de San Diego Comic-Con International in juli 2010.

Steven S. DeKnight (Millville) is een Amerikaans scenarioschrijver, producent en regisseur. Hij is vooral bekend door zijn werk voor de televisieseries Smallville, Buffy the Vampire Slayer, en Angel. Ook heeft hij "Swell" geschreven, een verhaallijn in het achtste seizoen van Buffy the Vampire Slayer. DeKnight was tevens producer voor Joss Whedons televisieserie Dollhouse. DeKnight is de bedenker, schrijver en producent van de serie Spartacus: Blood and Sand, zijn spin-off, Spartacus: Gods of the Arena en het tweede seizoen Spartacus: Vengeance,  waarbij hij bij de laatste aflevering op de Amerikaanse zender Starz aankondigde dat er een derde seizoen komt in 2013.
Hij studeerde aan de Universiteit van Californië in Santa Cruz waar hij ook afstudeerde.